# Григор Копров
Григор Копров (на македонска литературна норма: Григор Копров) е един от най-популярните северномакедонски попкомпозитори.

## Биография
Роден е на 30 септември 1943 година в Охрид, тогава анексиран от Царство България.
Работи с много звезди като Тоше Проески, Владо Яневски, Мариян Стояновски, Мартин Вучич, Каролина Гочева и Андрияна Яневска.
През 1997 г. създава песента „Не зори зоро“, с която Владо Яневски представя Македония на Евровизия 1998.
Най-голяма популярност придобива във връзка в работата му с Тоше Проески. Копров е автор на някой от неговите хитове, като „Сонце во твоите руси коси“, „Усни на усни“ и „Немир“ (в дует с Гочева).
Копров е познат и като композитор на певицата Мая Оджаклиевска с песните: „Юлия“, „Те любам лудо“, „Ники“, „Лиду лиду ду“, „Шила“ и „Прости ми“.